# Чернигово-Песчаный
Черни́гово-Песча́ный — хутор в Кашарском районе Ростовской области.
Входит в состав Первомайского сельского поселения.

## Население
| 2010 |
| ---- |
| 102  |

## Улицы
На хуторе имеются две улицы: Заречная и Молодёжная.